# Cecropia heterochroma
Cecropia heterochroma är en nässelväxtart som beskrevs av C.C. Berg och P. Franco Rosselli. Cecropia heterochroma ingår i släktet Cecropia och familjen nässelväxter. Inga underarter finns listade i Catalogue of Life.